# 宝箴塞镇
宝箴塞镇，中国四川省广安市武胜县下辖的一个乡，位于武胜县西部。与本县万善镇、万隆镇、金牛镇、胜利镇，以及合川区的二郎镇、燕窝镇等地为邻。全乡面积28.7平方公里，人口22823人（2008年）。乡人民政府驻雷家石坝子，距县城21公里。历史上搬过多次乡政府和乡公所，前一次在老街。

## 历史
清属定远县德清里万善场；民国废里和场，设万善乡；民国32(1943年)年8月由万善乡地析出龙灵乡，因乡境有北宋绍圣年间（1094~1097）修建的龙伞寺、灵佛洞，遂取二寺首字龙灵而为名；中华人民共和国文革时期因为政治的缘故，在1966年后习写为农林乡；1992年农林并入万善镇；1994年3月从万善镇划出重建农林乡；2004年，因乡境方家沟村内有远近闻名的清末古寨"宝箴塞"，遂更名为宝箴塞乡。

## 地理
宝箴塞镇属浅丘宽谷带坝地貌，地势东高西低，海拔300-360千米。幅员面积28.7平方公里。

## 行政区划
宝箴塞镇下辖以下地区：
宝箴塞村、小池口村、农山村、苏麻湾村、金斧村、安堂坡村、凉水井村、石桥沟村、方家沟村、双河口村、园池村、狮子冲村、榆林村、山旺村、大坪村和双石坝村。

## 人口
2008年总户数6233户，总人口22823人。其中农业户数6024户，农业人口22456人，非农业户数209户，人口367人。

## 经济
乡经济以农业和劳务输出为主，2008年，粮食总产量11758吨，恢复性增加1075吨；生猪出栏47156头，存栏24069头，生猪出栏增加4715头；养蚕1851张，产茧21吨；水产品产量470吨；水果产量384吨。劳务输出7800人。
一产业收入4283万元，从业人员7581人，二产业收入1832万元，从业人员432人，三产业收入3216万元，从业人员4106人，全年总产值9331万元。

## 交通
宝箴塞镇交通较方便，县道万善至胜利公路和省道304（广遂路）都经过此地，广遂路宝箴塞老完小处建有至乡场镇和宝箴塞风景区的柏油路，此外还村村通公路建设正进行中。从乡场镇乘车可至周边，也可在遂渝路路口乘车至遂宁、成都、重庆等地。

## 社会
从前些年开始，武胜县建有农村合作医疗制度，宝箴塞镇也初步普及。乡场镇有电影院、卫生院、邮政代办点、储蓄所、电视差转台、农贸市场等设施。

## 教育
宝箴塞镇最早的现代学校为创建于民国8年（1919）2月的武胜县区立第二小学，位于万善乡（今万善镇）龙伞寺（今宝箴塞镇中心位置）。起初由段氏宗祠与县教育局出款，民国16年（1927）县知事徐舒将龙伞寺僧田做为学款，段氏宗祠捐款便停止。现有农林初级中学、农林小学、狮子冲小学，以及3所村小，学前班3个，幼儿班4个。在校小学生1842人，初中生877人，在职教职工105人。社会力量办学2所，学生135人。

## 人文遗产
建于清末民初的宝箴塞为国家级文物保护单位，北宋龙伞寺、南宋建毗卢寺、雨台山、灵佛洞为县级文物保护单位。